# Юнак Іван Харитонович
Іван Харитонович Юнак (19 березня 1918, село Вереміївка Полтавської губернії, тепер Семенівського району Полтавської області — 31 липня 1995, місто Москва) — український радянський і компартійний діяч, депутат Верховної Ради УРСР 4-5-го скликань. Кандидат у члени ЦК КПУ в 1960—1961 р. Депутат Верховної Ради СРСР 6—11-го скликань. Член ЦК КПРС у 1961—1986 р.

## Біографія
Народився у селянській родині. З 1933 року працював рахівником у колгоспі. До липня 1941 року — студент Глухівського сільськогосподарського інституту.
У липні 1941 — травні 1942 р. — курсант Військової артилерійської академії імені Ф. Е. Дзержинського.
У 1942—1946 роках — служив у Червоній армії, був помічником начальника артилерійського постачання стрілецької дивізії. Учасник німецько-радянської війни.
Член ВКП(б) з 1944 року.
У 1946—1949 роках — агроном, головний агроном Тальнівського районного відділу сільського господарства Київської області. У 1949—1950 роках — завідувач відділу районного комітету КП(б)У Київської області.
У 1950—1953 роках — 1-й секретар Корсунь-Шевченківського районного комітету КП(б)У Київської області; 1-й секретар Ладиженського районного комітету КП(б)У Київської області. 
З січня по серпень 1954 року — 1-й заступник голови виконавчого комітету Черкаської обласної ради депутатів трудящих.
З серпня по грудень 1954 року — інспектор ЦК КП України.
У грудні 1954 — 15 серпня 1961 року — голова виконавчого комітету Дніпропетровської обласної ради депутатів трудящих.
17 липня 1961 — січень 1963 р. — 1-й секретар Тульського обласного комітету КПРС.
8 січня 1963 — 15 грудня 1964 р. — 1-й секретар Тульського сільського обласного комітету КПРС.
15 грудня 1964 — 5 серпня 1985 р. — 1-й секретар Тульського обласного комітету КПРС.
З серпня 1985 року — на пенсії в Москві. Помер 31 липня 1995 року. Похований на Троєкуровському кладовищі.

## Звання
- старший технік-лейтенант
- капітан

## Нагороди
- п'ять орденів Леніна (у тому числі 20.03.1968)
- орден Вітчизняної війни 1-го ст. (11.03.1985)
- орден Трудового Червоного Прапора
- два ордени Червоної Зірки (28.01.1944, 23.09.1944)
- медалі